# Kleinbahnen der Kreise West- und Ostprignitz
Die Kleinbahnen der Kreise West- und Ostprignitz erschlossen die beiden preußischen Landkreise im Westen der Provinz Brandenburg. Hier entstand in den Jahren 1897 bis 1912 ein umfangreiches Netz von Kleinbahnen, deren Eigentümer jeweils die Landkreise Ostprignitz (Kyritz) und Westprignitz (Perleberg) waren. Diese übertrugen jedoch die Betriebsführung der Prignitzer Eisenbahn AG.
Nach dem Ersten Weltkrieg wurde damit das Landesverkehrsamt Brandenburg in Potsdam beauftragt. Eine zentrale Werkstatt aller Bahnen befand sich in Perleberg. Sie bestand als Werkabteilung Perleberg des Reichsbahnausbesserungswerks Wittenberge noch bis 1992.
Südlich der Strecken der Wittenberge-Perleberger Eisenbahn und der anschließenden Prignitzer Eisenbahn-Gesellschaft erschloss eine Reihe von Schmalspurbahnen in der Spurweite von 750 mm die Gegend bis hin zur Berlin-Hamburger Bahn. Im nördlichen Kreisgebiet waren die Kleinbahnen normalspurig angelegt und führten bis zur mecklenburgischen Grenze.

## Normalspurige Kreisbahnen
- Ostprignitzer Kreisbahnen
  - Kleinbahn Pritzwalk–Putlitz–Suckow

- Westprignitzer Kreisbahnen
  - Kleinbahn Perleberg–Karstädt–Berge–Perleberg
  - Kleinbahn Berge–Putlitz

Unter der Bezeichnung „Kleinbahn des Kreises Ostprignitz“ wurde am 4. Juni 1896 die 17 km lange Strecke Pritzwalk–Putlitz eröffnet, die 1996 bis 2012 von der neuen Prignitzer Eisenbahn GmbH befahren wurde. Sie wurde am 1. Oktober 1912 um 12 km bis Suckow im Kreis Parchim in Mecklenburg verlängert.
Der Kreis Westprignitz vollendete das nördliche Kleinbahnnetz mit der 49 km langen „Kreisringbahn“ am 7. Dezember 1911. Sie führte von Perleberg Süd über Perleberg Nord und Karstädt – an der Berlin-Hamburger Bahn gelegen – nach Norden bis Klein Berge, dann wendete sie sich wieder nach Süden und erreichte über Baek den Bahnhof Perleberg Nord, wo sich der Ring schloss. In Klein Berge zweigte eine Querbahn nach Putlitz (15 km) ab.
Das normalspurige Kreisbahnnetz beider Kreise umfasste somit 93 km Länge.

## Die Schmalspurbahnen
| Kopfbahnhof Streckenanfang (Strecke außer Betrieb)        | 0,0  | Kyritz                          | Kyritz                          |
| Haltepunkt / Haltestelle (Strecke außer Betrieb)          | 2,7  | Klosterhof                      | Klosterhof                      |
| Bahnhof (Strecke außer Betrieb)                           | 4,4  | Rehfeld (Prign)                 | Rehfeld (Prign)                 |
| Abzweig geradeaus und nach rechts (Strecke außer Betrieb) | 6,0  | Rehfeld Abzweig nach Hoppenrade | Rehfeld Abzweig nach Hoppenrade |
| Bahnhof (Strecke außer Betrieb)                           | 8,3  | Berlitt                         | Berlitt                         |
| Bahnhof (Strecke außer Betrieb)                           | 9,8  | Barenthin Abbau                 | Barenthin Abbau                 |
| Bahnhof (Strecke außer Betrieb)                           | 11,9 | Barenthin                       | Barenthin                       |
| Bahnhof (Strecke außer Betrieb)                           | 14,3 | Kötzlin                         | Kötzlin                         |
| Kopfbahnhof Streckenende (Strecke außer Betrieb)          | 16,6 | Breddin                         | Breddin                         |

| Strecke (außer Betrieb)                                  |      | von Kyritz                          | von Kyritz                          |
| Abzweig geradeaus und nach links (Strecke außer Betrieb) |      | nach Breddin                        | nach Breddin                        |
| Haltepunkt / Haltestelle (Strecke außer Betrieb)         | 6,0  | Rehfeld Abzweig                     | Rehfeld Abzweig                     |
| Bahnhof (Strecke außer Betrieb)                          | 9,1  | Demerthin                           | Demerthin                           |
| Bahnhof (Strecke außer Betrieb)                          | 11,3 | Gumtow                              | Gumtow                              |
| Bahnhof (Strecke außer Betrieb)                          | 13,5 | Bärensprung (Prign)                 | Bärensprung (Prign)                 |
| Bahnhof (Strecke außer Betrieb)                          | 16,5 | Dannenwalde (Kreis Prignitz)        | Dannenwalde (Kreis Prignitz)        |
| Bahnhof (Strecke außer Betrieb)                          | 20,7 | Kehrberg                            | Kehrberg                            |
| Abzweig geradeaus und von rechts (Strecke außer Betrieb) |      | von Pritzwalk                       | von Pritzwalk                       |
| Bahnhof (Strecke außer Betrieb)                          | 23,8 | Vettin                              | Vettin                              |
| Abzweig geradeaus und von links (Strecke außer Betrieb)  |      | von Kreuzweg                        | von Kreuzweg                        |
| Bahnhof (Strecke außer Betrieb)                          | 24,8 | Lindenberg                          | Lindenberg                          |
| Bahnhof (Strecke außer Betrieb)                          | 27,8 | Garz                                | Garz                                |
| Bahnhof (Strecke außer Betrieb)                          | 29,6 | Hoppenrade Klb Hoppenrade–Perleberg | Hoppenrade Klb Hoppenrade–Perleberg |
| Abzweig geradeaus und von links (Strecke außer Betrieb)  |      | von Glöwen                          | von Glöwen                          |
| Bahnhof (Strecke außer Betrieb)                          | 33,3 | Viesecke                            | Viesecke                            |
| Bahnhof (Strecke außer Betrieb)                          | 34,7 | Groß Werzin                         | Groß Werzin                         |
| Bahnhof (Strecke außer Betrieb)                          | 37,7 | Ponitz (Prign)                      | Ponitz (Prign)                      |
| Bahnhof (Strecke außer Betrieb)                          | 39,4 | Kleinow                             | Kleinow                             |
| Haltepunkt / Haltestelle (Strecke außer Betrieb)         | 40,3 | Kleinow Ziegelei                    | Kleinow Ziegelei                    |
| Bahnhof (Strecke außer Betrieb)                          | 43,4 | Düpow                               | Düpow                               |
| Haltepunkt / Haltestelle (Strecke außer Betrieb)         | 45,8 | Perleberg Kreishaus                 | Perleberg Kreishaus                 |
| Bahnhof (Strecke außer Betrieb)                          | 47,3 | Perleberg                           | Perleberg                           |
| Kreuzung (Strecken außer Betrieb)                        |      | Westprignitzer Kreisringbahn        | Westprignitzer Kreisringbahn        |
| Abzweig geradeaus und von rechts (Strecke außer Betrieb) |      | zur Werkstatt                       | zur Werkstatt                       |
|                                                          |      |                                     |                                     |

| Strecke (außer Betrieb)                                 |      | von Perleberg  | von Perleberg  |
| Bahnhof (Strecke außer Betrieb)                         | 15,2 | Viesecke Klbf  | Viesecke Klbf  |
| Bahnhof (Strecke außer Betrieb)                         | 12,1 | Kletzke        | Kletzke        |
| Bahnhof (Strecke außer Betrieb)                         | 8,4  | Zernikow       | Zernikow       |
| Bahnhof (Strecke außer Betrieb)                         | 6,5  | Kreuzweg       | Kreuzweg       |
| Abzweig geradeaus und von links (Strecke außer Betrieb) |      | von Lindenberg | von Lindenberg |
| Bahnhof (Strecke außer Betrieb)                         | 4,6  | Klein Leppin   | Klein Leppin   |
| Bahnhof (Strecke außer Betrieb)                         | 3,5  | Schwanensee    | Schwanensee    |
| Haltepunkt / Haltestelle (Strecke außer Betrieb)        | 1,6  | Glöwen Dorf    | Glöwen Dorf    |
| Kopfbahnhof Streckenende (Strecke außer Betrieb)        | 0,0  | Glöwen Klbf    | Glöwen Klbf    |

| Kopfbahnhof Streckenanfang (Strecke außer Betrieb)      | 0,0  | Pritzwalk       | Pritzwalk       |
| Haltepunkt / Haltestelle (Strecke außer Betrieb)        | 4,2  | Holzländerhof   | Holzländerhof   |
| Bahnhof (Strecke außer Betrieb)                         | 6,4  | Kuhsdorf        | Kuhsdorf        |
| Bahnhof (Strecke außer Betrieb)                         | 8,1  | Bullendorf      | Bullendorf      |
| Bahnhof (Strecke außer Betrieb)                         | 9,7  | Mesendorf       | Mesendorf       |
| Haltepunkt / Haltestelle (Strecke außer Betrieb)        | 11,4 | Klenzenhof      | Klenzenhof      |
| Bahnhof (Strecke außer Betrieb)                         | 13,7 | Brünkendorf     | Brünkendorf     |
| Abzweig geradeaus und von links (Strecke außer Betrieb) | 6,0  | von Kyritz      | von Kyritz      |
| Bahnhof (Strecke außer Betrieb)                         | 17,6 | Vettin          | Vettin          |
| Strecke (außer Betrieb)                                 |      | nach Lindenberg | nach Lindenberg |

| Strecke (außer Betrieb)                                  |      | von Perleberg             | von Perleberg             |
| Bahnhof (Strecke außer Betrieb)                          | 18,7 | Lindenberg                | Lindenberg                |
| Abzweig geradeaus und nach links (Strecke außer Betrieb) |      | nach Kyritz und Pritzwalk | nach Kyritz und Pritzwalk |
| Bahnhof (Strecke außer Betrieb)                          | 21,5 | Krams                     | Krams                     |
| Haltepunkt / Haltestelle (Strecke außer Betrieb)         | 23,0 | Kunow Nord                | Kunow Nord                |
| Bahnhof (Strecke außer Betrieb)                          | 24,7 | Kunow Süd                 | Kunow Süd                 |
| Bahnhof (Strecke außer Betrieb)                          | 26,5 | Schrepkow                 | Schrepkow                 |
| Abzweig geradeaus und von rechts (Strecke außer Betrieb) |      | von Viesecke              | von Viesecke              |
| Bahnhof (Strecke außer Betrieb)                          | 28,9 | Kreuzweg                  | Kreuzweg                  |
| Strecke (außer Betrieb)                                  |      | nach Glöwen               | nach Glöwen               |

- Ostprignitzer Kreisbahnen
  - Kleinbahn Kyritz–Rehfeld–Hoppenrade /–Breddin
  - Kleinbahn Lindenberg–Pritzwalk
  - Kleinbahn Lindenberg–Kreuzweg
- Westprignitzer Kreisbahnen
  - Kleinbahn Perleberg–Hoppenrade
  - Kleinbahn Viesecke–Glöwen

Am 15. Oktober 1897 wurde die erste Schmalspurbahnstrecke in einer Spurweite von 750 mm eröffnet, die von Perleberg nach Osten über Viesecke – Lindenberg – Rehfeld bis nach Kyritz führte. In Rehfeld mündete eine Zweigbahn von Breddin an der Berlin-Hamburger Eisenbahn ein. Die Streckenlänge betrug damals insgesamt 60 km. In Hoppenrade stießen die beiden Kleinbahnen des West- und des Ostkreises zusammen, betrieblich spielte das aber keine Rolle.
Eine zweite, 15 km lange Verbindung zur Berlin-Hamburger Eisenbahn wurde am 15. Juli 1900 zwischen Viesecke und Glöwen über Kreuzweg eröffnet. Im Herbst und Winter 1907/08 kam noch eine Querverbindung von Pritzwalk nach Lindenberg (19 km) hinzu, die ab 8. Januar 1908 durchgehend befahrbar war. Als man sie am 2. Juli 1912 um 10 km bis Kreuzweg verlängert hatte, war Lindenberg zu einem Knotenpunkt von Kleinbahnen geworden, die in vier Richtungen den Anschluss zu Staatsbahnstrecken herstellten.
Das Schmalspurbahnnetz verteilte sich auf fünf Kleinbahn-Einheiten, die jedoch unter derselben einheitlichen Betriebsführung standen wie die normalspurigen Kreisbahnstrecken. Von der Gesamtlänge der Schmalspurbahnen, die einen Umfang von 104 km erreichte, entfielen drei Bahnen mit 71 km Länge auf den Kreis Ostprignitz und zwei Bahnen von 33 km Länge auf den Kreis Westprignitz.
Zwischen Glöwen und Vierecke und Glöwen und Lindenberg wurde auch Normalspurwagen auf Rollböcken befördert.

## Die Reichsbahnzeit
Obwohl es sich um öffentliches Eigentum handelte, wechselten die Kreis-Kleinbahnen in der Prignitz nach dem Einmarsch der Roten Armee ihren Eigentümer. Sie wurden der Generaldirektion der Provinzialbahnen Mark Brandenburg – den späteren Landesbahnen – unterstellt, von wo sie 1949 zur Deutschen Reichsbahn (DR) kamen. Diese betrieb den größten Teil des Netzes noch 15 bis 20 Jahre weiter, im Normalspurbereich sogar noch darüber hinaus.
Nur das kleine Streckenstück Viesecke–Kreuzweg wurde 1948 demontiert, jedoch nicht als Reparationsleistung, sondern als Basis für den schmalspurigen Wiederaufbau der nach 1945 zur Reparation abgebauten Regelspurstrecke Glöwen–Havelberg. Das übrige Schmalspurnetz endete in zwei Abschnitten: Mit dem Jahresende 1967 stellte die DR den Gesamtbetrieb zwischen Lindenberg und Glöwen ein. Die verbliebenen Strecken, nämlich Pritzwalk–Lindenberg und Perleberg–Lindenberg–Kyritz mit der Zweigbahn Rehfeld–Breddin, folgten am 31. Mai 1969.
1952 wurden die Rollböcke durch Rollwagen ersetzt, gleichzeitig der Rollwagenverkehr auf fast alle Strecken erweitert.
Bei den Normalspurbahnen begann die Stilllegung des Personenverkehrs am 26. Mai 1968 mit der Querverbindung Putlitz–Berge. Im Jahre 1975 folgte abschnittsweise die „Kreisringbahn“ und 1980 die Strecke Putlitz–Suckow, wo schon seit 1945 keine Weiterfahrt mehr nach Parchim möglich war. Auf der Strecke Pritzwalk–Putlitz wurde der Personenverkehr im Jahre 1996 durch die eigens dafür gegründete Prignitzer Eisenbahn GmbH übernommen. Zum 9. Dezember 2006  wurde der Personenverkehr zwischen Pritzwalk und Putlitz durch den Verkehrsverbund Berlin-Brandenburg aufgrund der Kürzungen der Mittel des Regionalisierungsgesetzes abbestellt.
Seit dem 27. August 2007 verkehrten von Montag bis Freitag wieder sechs (Stand Jahresfahrplan 2011) Zugpaare täglich zwischen Putlitz und Pritzwalk. Möglich wurde dies durch den Einsatz der Verkehrsgesellschaft Prignitz (VGP) und des Putlitz-Pritzwalker Eisenbahnfördervereins (PPEFV) mit Mitteln für den Ersatzverkehr mit Bussen. Gefahren wird mit Fahrzeugen der DB-Baureihe 672, die durch die Prignitzer Eisenbahn GmbH angemietet wurden. Am 29. Juli 2016 endete endgültig der Personenverkehr auf der Strecke.
Der Güterverkehr blieb im Normalspurnetz bis zur Mitte der 1990er Jahre erhalten.

## Schmalspurbahn Glöwen–Havelberg
Einen Sonderfall stellt die 9 km lange Strecke Glöwen–Havelberg dar, die damals auch zur Provinz Brandenburg gehörte. Sie war 1890 in Regelspur durch die Preußischen Staatseisenbahnen erbaut, jedoch nach dem Zweiten Weltkrieg demontiert worden.
Die Landesbahnverwaltung beschloss, die Strecke wegen ihrer Bedeutung für die Stadt Havelberg auf der alten Trasse wiederaufzubauen. Sie beschaffte – unter anderem durch Stilllegung der schmalspurigen Strecke Viesecke–Kreuzweg – gebrauchtes Gleismaterial und konnte 1948 den Betrieb nach Havelberg eröffnen, allerdings nun in der Spurweite von 750 mm. Diese Bahn überdauerte die übrigen Prignitzer Schmalspurbahnen um zwei Jahre. Der Verkehr wurde 1971 eingestellt.

## Fahrzeuge

### Schmalspurfahrzeuge
| Gesellschaft                        | Kreis        | Nr.       | Name                                | Betriebsnummer | Betriebsnummer   | Bauart  | Hersteller Baujahr | Bemerkung |
| Gesellschaft                        | Kreis        | Nr.       | Name                                | LVA BB         | DR               | Bauart  | Hersteller Baujahr | Bemerkung |
| ----------------------------------- | ------------ | --------- | ----------------------------------- | -------------- | ---------------- | ------- | ------------------ | --- |
| Kleinbahn Perleberg-Hoppenrade      | Westprignitz | 1 bis 3   | VON JAGOW, WESTPRIGNITZ, HOPPENRADE | -              | -                | B n2t   | Hagans 1897        | später umgezeichnet in Nr. 11 bis 13 und um 1910 verschrottet |
| Kleinbahn Perleberg-Hoppenrade      | Westprignitz | 11II      | -                                   | -              | -                | B n2t   | O&K 1910           | gebaut für Continentale Eisenbahnbau- & Betriebsgesellschaft für Livlandbahn, aber um 1921 vom Hersteller nach Perleberg geliefert                                                 |
| Kleinbahn Kyritz–Hoppenrade–Breddin | Ostprignitz  | 14 bis 16 | BERNSTORFF, KYRITZ, DANNENWALDE     | 07-20–07-22    | 99 4501, 99 4502 | C n2t   | Hartmann 1897      | Nr. 15 als Reparation an Sowjetunion |
| Kleinbahn Viesecke–Glöwen           | Westprignitz | 17        | WITTENBERGE                         | 08-21          | 99 4503          | C n2t   | Hartmann 1901      | Mitte der 1950er Jahre zwei Jahre nach Nauen verliehen; 1974/75 von Glöwen auf Privatgrundstück in Zepernick; 1996 an Brandenburgisches Museum für Klein- und Privatbahnen Gramzow |
| Kleinbahn Kyritz–Hoppenrade–Breddin | Ostprignitz  | 18        |                                     | 07-23          |                  | C n2t   | Hanomag 1914       | als Reparation an Sowjetunion |
| Kleinbahn Perleberg-Hoppenrade      | Westprignitz | 19        |                                     | 08-20          | 99 4701          | C n2t   | Hanomag 1914       | Denkmal auf Privatgrundstück in Wöllstein |
| Kleinbahn Lindenberg–Pritzwalk      | Ostprignitz  | 20        |                                     | 07-80          | 99 4711          | C1' n2t | Hartmann 1920      | |
| Kleinbahn Lindenberg–Pritzwalk      | Ostprignitz  | 21 und 22 | HEINZ, V. DÖRFEL                    | 07-24, 07-25   | 99 4504          | C n2t   | O&K 1906           | |
| Kleinbahn Lindenberg–Kreuzweg       | Ostprignitz  | 23        | LINDENBERG                          | 07-26          | 99 4505          | C n2t   | Borsig 1912        | |

### Normalspurfahrzeuge
| Gesellschaft      | Kreis                 | Nr.          | Name                                                                | Betriebsnummer       | Betriebsnummer            | Bauart | Hersteller Baujahr                       | Bemerkung |
| Gesellschaft      | Kreis                 | Nr.          | Name                                                                | LVA BB               | DR                        | Bauart | Hersteller Baujahr                       | Bemerkung |
| ----------------- | --------------------- | ------------ | ------------------------------------------------------------------- | -------------------- | ------------------------- | ------ | ---------------------------------------- | --- |
| Pritzwalk-Putlitz | Ostprignitz           | 1 und 2      | OSTPRIGNITZ, LAASKE                                                 | -                    | -                         | B n2t  | Hanomag 1895                             | |
| Pritzwalk-Putlitz | Ostprignitz           | OPKB Nr. 600 |                                                                     | 5-320                | -                         | B      | Deutsche Werke Kiel 1935; Fabriknr.: 572 | Motorlok mit Flüchtlingszug zur AKN ab 1948 AKN / EBO Nr. V11 - V2.011, heute VVM                              |
| Perleberg-Putlitz | Westprignitz          | 1 bis 6      | KARSTÄDT, VON GRÄVENITZ, KLEIN BERG, MECKLENBURG, PREUSSEN, DALLMIN | 6-20–6-23, 1-26–1-27 | 89 6152– 89 6155, 89 6157 | Cn2t   | Henschel 1911/1912                       | Preußische T 3, Nr. 3 und 5 an Brandenburgische Städtebahn 1937 abgegeben                                      |
| Putlitz–Suckow    | Ostprignitz           | 3            | VON WINTERFELD                                                      | 5-21                 | -                         | C n2t  | Henschel 1912                            | Preußische T 3                                                                                                 |
| Pritzwalk-Putlitz | Ostprignitz           | 4            |                                                                     | 5-20                 | -                         | C n2t  | Henschel 1922                            | |
|                   | Ost- und Westprignitz | 25           |                                                                     | -                    | 89 6128                   | C n2t  | Linke-Hofmann 1904                       | Preußische T 3, ursprünglich Gostyner Kreisbahn Nr. 2, nach 1945 auf dem Netz der PKKB verblieben              |
|                   | Ost- und Westprignitz | 35           |                                                                     |                      | 89 6221                   | C n2t  | Vulcan 1910                              | Preußische T 3, ursprünglich Liegnitz-Rawitscher Eisenbahn Nr. 25c, nach 1945 auf dem Netz der PKKB verblieben |

### Triebwagen
| Nr.                             | Spurweite | Betriebsnummer DR         | Bauart | Hersteller Baujahr | Bemerkung                                  |
| ------------------------------- | --------- | ------------------------- | ------ | ------------------ | ------------------------------------------ |
| T 1 und T 2, später 701 und 702 | 750 mm    | VT 133 524 und VT 133 525 | AA-bm  | Wismar 1939        | Wismarer Schienenbus Bauart Hannover Typ E |
| Nr. T 601 bis T 604             | 1435 mm   | VT 135 527 bis VT 135 529 | 1 A    | Talbot 1936        |                                            |

## Museumsbahn „Pollo“
| \| \| 9,7 \| Mesendorf \| Mesendorf \| \| \| 11,4 \| Klenzenhof \| Klenzenhof \| \| \| 13,7 \| Brünkendorf \| Brünkendorf \| \| \| 17,6 \| Vettin \| Vettin \| \| \| 18,7 \| Lindenberg \| Lindenberg \| |      |             |             |
| Kopfbahnhof Streckenanfang | 9,7  | Mesendorf   | Mesendorf   |
| Haltepunkt / Haltestelle | 11,4 | Klenzenhof  | Klenzenhof  |
| Bahnhof | 13,7 | Brünkendorf | Brünkendorf |
| Bahnhof | 17,6 | Vettin      | Vettin      |
| Kopfbahnhof Streckenende | 18,7 | Lindenberg  | Lindenberg  |

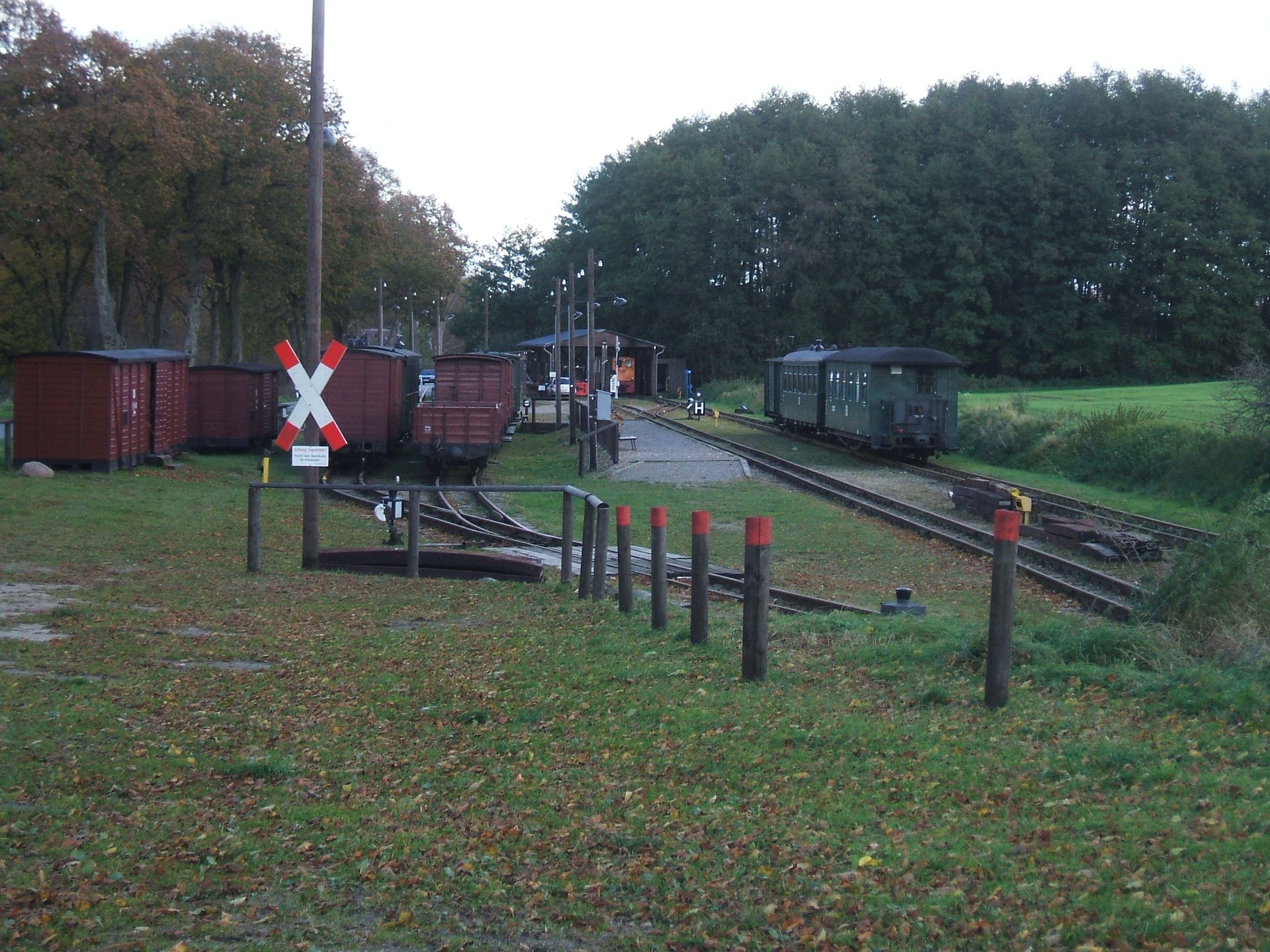
Bahnhof Mesendorf

Um die Erinnerung an das umfangreiche Kleinbahnnetz in der Prignitz aufrechtzuerhalten, setzte sich der 1993 gegründete Verein Prignitzer Kleinbahnmuseum Lindenberg e. V. (PKML) das Ziel, die neun Kilometer lange Teilstrecke von Lindenberg über Brünkendorf nach Mesendorf wieder aufzubauen und langfristig für den Museumsbahnverkehr zu erhalten. Der erste Abschnitt der Museumsbahn zwischen Mesendorf und Brünkendorf wurde im Jahr 2002 fertiggestellt. Seit 2004 ist die Verlängerung der Strecke von Brünkendorf bis Vettin in Betrieb. 2007 wurde auch der abschließende Abschnitt Vettin–Lindenberg fertiggestellt; allerdings liegt der Endpunkt nun kurz vor dem ehemaligen Bahnhof. In Lindenberg betreibt der Verein ein Museum, zu dem ein Museumszug aus Originalfahrzeugen als Denkmal gehörte – er umfasste unter anderem die Dampflok 99 4644. Inzwischen ist dieser Denkmalzug aufgelöst – die Fahrzeuge sind nach Mesendorf gekommen. Die betriebsfähige Wiederaufarbeitung der Dampflok 99 4644 wird angestrebt (Stand 2025). Jedes Jahr um Himmelfahrt finden Dampftage statt.